# Федерация хоккея Сербии
Федерации хоккея Сербии - организация, которая занимается проведением соревнований по хоккею на территории Сербии. Югославия стала членом Международной федерации хоккея с шайбой 1 января 1939 года, Сербия - 2007 года. Президент ассоциации - Настас Андрич. 
Первый матч национальная сборная Сербии провела 20 марта 1995 года против сборной Украины (3:15).
В 2009 году в городе Нови-Сад проходил чемпионат мира в дивизионе II (группа A ), по итогам которого сборная Сербии получила право выступать на чемпионате мира 2010 в I дивизионе.